# Андреас Шредер
Андреас Шредер (нім. Andreas Schröder; нар. 8 липня 1960, Єна, Тюрингія, НДР) — німецький борець вільного стилю, чемпіон, срібний та дворазовий бронзовий призер чемпіонатів світу, чемпіон, срібний та триразовий бронзовий призер чемпіонатів Європи, бронзовий призер Олімпійських ігор.

## Життєпис
Боротьбою почав займатися з 1973 року. У 1978 році став бронзовим призером чемпіонату Європи серед молоді. У 1979 році здобув срібну медаль чемпіонату світу серед юніорів. Наступного року медаль такого ж ґатунку отримав на чемпіонату Європи серед юніорів.
Виступав за спортивний клуб «SC Motor» Єна та «KSV Germania» Аален. Тренери — Петер Гермер (з 1976), Вольфганг Нітчке (з 1990). Виступав у змаганнях з вільної боротьби де і досяг всіх ссвоїх успіхів. Але також іноді брав учвсть у змаганнях з греко-римської боротьби. Зокрема на чемпіонаті світу 1986 року в цій дисципліні посів шосте шісце.
Завоював бронзову медаль на Олімпіаді в Сеулі 1988 року, представляючи Східну Німеччину в суперважкій вазі. У Барселоні в 1992 році він представляв об'єднану Німеччину і посів п'яте місце.
У 1987 році Шредер був чемпіоном світу, додав срібло в 1987 році та бронзові медалі в 1982 і 1986 роках. Він також виграв чотири золоті медалі на чемпіонаті Європи в 1986, 1990-92 роках, срібну в 1987 році і три бронзові медалі в 1984—1985 роках і в 1988 році.
На національному рівні він був чемпіоном Східної Німеччини в 1982-88 роках і чемпіоном Німеччини в 1991 році.
Після своєї активної кар'єри, під час якої Шредер працював службовцем муніципалітету Аалена, він пройшов стажування в Німецькій спортивній школі в Кельні та став регіональним тренером Вюртемберзької асоціації боротьби на олімпійській регіональній базі Штутгарта.

## Спортивні результати на міжнародних змаганнях

### Виступи на Олімпіадах
| Змагання                    | Збірна    | Вагова категорія           | Місце  |
| --------------------------- | --------- | -------------------------- | ------ |
| Літні Олімпійські ігри 1988 | НДР       | вільна боротьба, до 130 кг | Бронза |
| Літні Олімпійські ігри 1992 | Німеччина | вільна боротьба, до 130 кг | 5      |

### Виступи на Чемпіонатах світу
| Змагання                        | Збірна    | Вагова категорія                  | Місце  |
| ------------------------------- | --------- | --------------------------------- | ------ |
| Чемпіонат світу з боротьби 1982 | НДР       | вільна боротьба, понад 100 кг     | Бронза |
| Чемпіонат світу з боротьби 1983 | НДР       | вільна боротьба, понад 100 кг     | 6      |
| Чемпіонат світу з боротьби 1985 | НДР       | вільна боротьба, до 130 кг        | 5      |
| Чемпіонат світу з боротьби 1986 | НДР       | вільна боротьба, до 130 кг        | Бронза |
| Чемпіонат світу з боротьби 1986 | НДР       | греко-римська боротьба, до 130 кг | 6      |
| Чемпіонат світу з боротьби 1987 | НДР       | вільна боротьба, до 130 кг        | Срібло |
| Чемпіонат світу з боротьби 1989 | НДР       | вільна боротьба, до 130 кг        | 4      |
| Чемпіонат світу з боротьби 1990 | НДР       | вільна боротьба, до 130 кг        | 5      |
| Чемпіонат світу з боротьби 1991 | Німеччина | вільна боротьба, до 130 кг        | Золото |

### Виступи на Чемпіонатах Європи
| Змагання                         | Збірна    | Вагова категорія              | Місце  |
| -------------------------------- | --------- | ----------------------------- | ------ |
| Чемпіонат Європи з боротьби 1983 | НДР       | вільна боротьба, понад 100 кг | 4      |
| Чемпіонат Європи з боротьби 1984 | НДР       | вільна боротьба, понад 100 кг | Бронза |
| Чемпіонат Європи з боротьби 1985 | НДР       | вільна боротьба, до 130 кг    | Бронза |
| Чемпіонат Європи з боротьби 1986 | НДР       | вільна боротьба, до 130 кг    | Золото |
| Чемпіонат Європи з боротьби 1987 | НДР       | вільна боротьба, до 130 кг    | Срібло |
| Чемпіонат Європи з боротьби 1988 | НДР       | вільна боротьба, до 130 кг    | Бронза |
| Чемпіонат Європи з боротьби 1989 | НДР       | вільна боротьба, до 130 кг    | 5      |
| Чемпіонат Європи з боротьби 1990 | НДР       | вільна боротьба, до 130 кг    | Золото |
| Чемпіонат Європи з боротьби 1991 | Німеччина | вільна боротьба, до 130 кг    | Золото |
| Чемпіонат Європи з боротьби 1992 | Німеччина | вільна боротьба, до 130 кг    | Золото |

### Виступи на інших змаганнях
| Змагання                                    | Збірна    | Вагова категорія           | Місце  |
| ------------------------------------------- | --------- | -------------------------- | ------ |
| Гран-прі Німеччини з боротьби 1979          | НДР       | вільна боротьба, до 100 кг | 5      |
| Гран-прі Німеччини з боротьби 1987          | НДР       | вільна боротьба, до 130 кг | Золото |
| Гран-прі Німеччини з боротьби 1988          | НДР       | вільна боротьба, до 130 кг | Бронза |
| Гран-прі Німеччини з боротьби 1989          | НДР       | вільна боротьба, до 130 кг | Золото |
| Гран-прі Німеччини з боротьби 1990          | НДР       | вільна боротьба, до 130 кг | Золото |
| Гран-прі Німеччини з боротьби 1992          | Німеччина | вільна боротьба, до 130 кг | Срібло |
| Чемпіонат Південної Америки з боротьби 1993 | Німеччина | вільна боротьба, до 130 кг | Бронза |
| Гран-прі Німеччини з боротьби 1993          | Німеччина | вільна боротьба, до 130 кг | Бронза |
| Панамериканські ігри 1995                   | Німеччина | вільна боротьба, до 130 кг | 7      |
| Гран-прі Німеччини з боротьби 1995          | Німеччина | вільна боротьба, до 130 кг | Срібло |

### Виступи на змаганнях молодших вікових груп
| Змагання                                       | Збірна    | Вагова категорія           | Місце  |
| ---------------------------------------------- | --------- | -------------------------- | ------ |
| Чемпіонат Європи з боротьби серед молоді 1978  | Німеччина | вільна боротьба, до 100 кг | Бронза |
| Чемпіонат світу з боротьби серед юніорів 1979  | Німеччина | вільна боротьба, до 100 кг | Срібло |
| Чемпіонат Європи з боротьби серед юніорів 1980 | НДР       | вільна боротьба, до 100 кг | Срібло |